# میدوی، شهرستان واشینگتن، تنسی
میدوی (به انگلیسی: Midway) یک منطقهٔ مسکونی در ایالات متحده آمریکا است که در شهرستان واشینگتن، تنسی واقع شده‌است. میدوی ۱۶٫۰ کیلومتر مربع مساحت و ۲٬۴۹۱ نفر جمعیت دارد و ۵۷۲ متر بالاتر از سطح دریا واقع شده‌است.